# Theodor Bögel

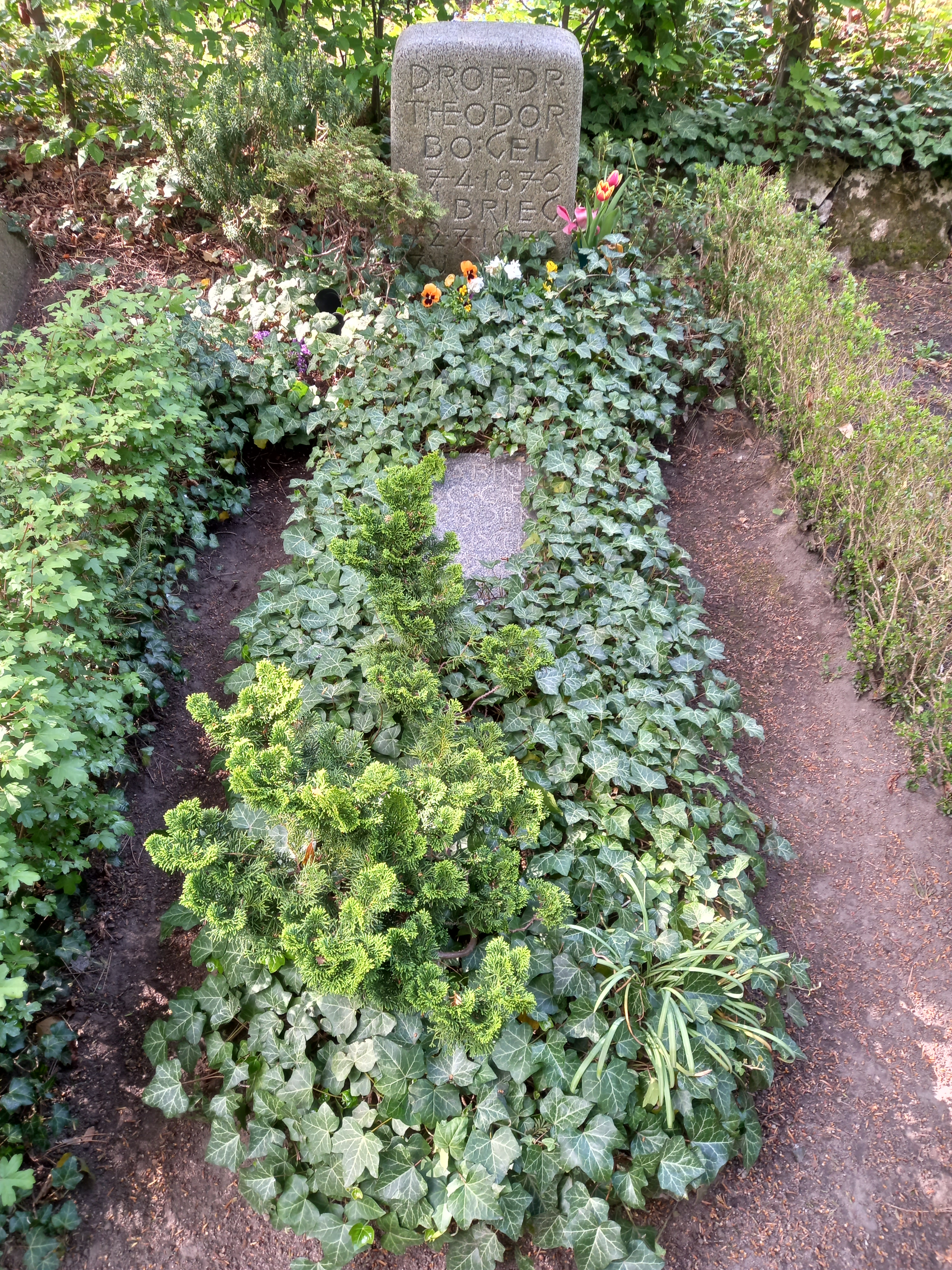
Das Grab von Theodor Bögel und seiner Ehefrau Sabine auf dem Friedhof Kröllwitz in Halle

Johann Heinrich Theodor Bögel (* 7. April 1876 in Brieg, Schlesien; † 2. Juli 1973 in Halle) war ein deutscher Klassischer Philologe und Gymnasiallehrer in Schlesien (1903–1918 in Kreuzburg, 1918–1938/45 in Breslau). Als früher Mitarbeiter des großangelegten Lexikonprojekts Thesaurus Linguae Latinae arbeitete er mehrere Jahre lang für das Unternehmen und schrieb später im hohen Alter seine Erinnerungen an diese Zeit nieder, die eine wichtige Quelle für die Arbeitsweise des Projekts bilden.

## Leben
Theodor Bögel war der Sohn des Siedemeisters und Lebensmittelchemikers Carl Bögel, der in Brieg eine Zuckerfabrik leitete. In Brieg besuchte Bögel die Volksschule und das Königliche Gymnasium, wo er am 12. März 1895 die Reifeprüfung ablegte. Kurz darauf starb Bögels Vater, und ein (kinderloser) Bruder seiner Mutter, der evangelische Theologe Max Reischle (1858–1905), nahm ihn zu sich nach Gießen und kurz darauf nach Göttingen, wo Reischle zum Professor der systematischen Theologie berufen wurde. Bögel studierte an den Universitäten in Gießen und Göttingen Klassische Philologie, Germanistik und Sprachwissenschaft. Zu seinen Lehrern zählten der Sprachwissenschaftler Wilhelm Schulze und die Philologen Georg Kaibel, Friedrich Leo und Ulrich von Wilamowitz-Moellendorff. Entscheidende Anregung erfuhr Bögel von dem Latinisten Leo, der aktiv an den Vorarbeiten zum Thesaurus Linguae Latinae beteiligt war und in Göttingen seit 1894 die Verzettelung des Materials vornahm. Bögel wurde ab 1896 als studentische Hilfskraft zu diesen Vorarbeiten herangezogen und blieb bis zu deren Abschluss 1899 an ihnen beteiligt.
Während des Studiums wurde Bögel Mitglied der Philologisch-Historischen Verbindung Gießen und des Philologisch-Historischen Vereins Göttingen im Naumburger Kartellverband, denen auch später als Alter Herr verbunden blieb.
Das Studium schloss Bögel in Göttingen mit der Staatsprüfung in den Fächern Griechisch, Latein und Deutsch ab (25./26. Oktober 1901). Anschließend arbeitete er ab dem 1. November 1901 im Büro des Thesaurus Linguae Latinae in München, wo er Artikel für die Bände I und II des Thesaurus verfasste. Seine Promotion zum Dr. phil. erreichte er am 15. Oktober 1902 mit einer Doktorarbeit aus dem Bereich der lateinischen Grammatik (über die Nominalformen des Verbs), die Friedrich Leo in Göttingen betreut hatte.
Bögels Mitarbeit beim Thesaurus endete vorläufig am 15. April 1903. Er verließ München und schlug die schulische Laufbahn ein. Den Vorbereitungsdienst für Gymnasiallehrer absolvierte Bögel vom 1. April 1903 bis zum 30. April 1905 in Schlesien: Das Seminarjahr leistete er am Pädagogischen Seminar für gelehrte Schulen in Breslau ab, das Probejahr am Königlichen Gymnasium in Oels. Anschließend ging er als Oberlehrer an das Gymnasium in Kreuzburg, wo er (mit Unterbrechungen) 13 Jahre lang blieb. Neben dem Unterricht veranstaltete er deutsche Leseabende mit Primanern und trat in den lokalen Bildungsverein Philomathie ein.
In den Sommerferien reiste Bögel einige Male nach München und Stuttgart und besuchte dabei auch Göttingen. Dort fragte ihn sein Doktorvater Leo, ob er bereit wäre, wieder für den Thesaurus zu arbeiten. 1909 ergab sich dann eine Gelegenheit: Bögel erhielt mit Unterstützung des Direktors und des Provinzialschulrats für drei Jahre Urlaub (bei vollen Bezügen) und zog im April 1909 nach München, wo er ab dem 20. April 1909 erneut als Assistent angestellt war. Zu Ostern 1912 kehrte er nach Kreuzburg zurück.
Am Ersten Weltkrieg nahm Bögel nicht aktiv teil, aber er beteiligte sich an der Heimatfront und erhielt 1917 das Verdienstkreuz für Kriegshilfe. Am 10. Juli desselben Jahres erhielt er den Professorentitel. Zum 1. Oktober 1918 wechselte Bögel als Studienrat an das König-Wilhelm-Gymnasium in Breslau, dem er bis zu seinem Eintritt in den Ruhestand (1. Mai 1938) treu blieb. Während des Zweiten Weltkriegs unterrichtete er dort vertretungsweise.
Gegen Ende des Zweiten Weltkriegs, als sich die Rote Armee der Stadt Breslau näherte, ließ Bögel seine Wohnung, seine Bibliothek und seine wissenschaftlichen Aufzeichnungen zurück und floh nach Mitteldeutschland, wo er sich zunächst in Weißenfels niederließ. Im nahegelegenen Halle lebte seit 1921 sein Studienfreund Georg Baesecke, mit dem Bögel sein Leben lang Kontakt gehalten hatte. Als Baesecke 1951 starb, zog Bögel in dessen Haus in Halle und wohnte dort bis zu seinem Tod am 2. Juli 1973, im Alter von 97 Jahren. Sein Grab befindet sich auf dem alten Kröllwitzer Friedhof.

## Wissenschaftliches Werk
Bögels wissenschaftliche Arbeit war außergewöhnlich vielfältig. Ausgehend von seinen Arbeiten für den Thesaurus Linguae Latinae, dem er als Materialsammler sein Leben lang treu blieb, beschäftigte er sich mit weiten Bereichen der lateinischen Literatur und Sprache, daneben aber auch mit der Kreuzburger und Breslauer Lokalgeschichte und mit dem Kreuzburger Schriftsteller Gustav Freytag.

### Studien zur Latinistik, Lehrbücher und Lexika
Wissenschaftlich beschäftigte sich Bögel vor allem mit den komplexen Sprachstufen des Spät- und Vulgärlateins. Er gelangte dabei von den spätantiken lateinischen Schriftstellern zu den mittellateinischen Lexikografen; aber auch Klassiker behandelte er hin und wieder. Seine Studien zu Ciceros Werk De legibus veröffentlichte er im Kreuzburger Schulprogramm von 1907 und in der Festschrift für Friedrich Leo (1911). Zum Vulgär- und Spätlatein verfasste Bögel umfangreiche Forschungsberichte über die Jahre 1921–1940, die in Bursians Jahresbericht über die Fortschritte der klassischen Altertumswissenschaft erschienen. Diese mühsame Arbeit war gewissermaßen eine Erweiterung von Bögels Aufgaben im Thesaurus, zu der ihn sein Thesaurus-Kollege und ehemaliger Kommilitone Karl Münscher aufgefordert hatte, der den Jahresbericht herausgab.
Ab den 1920er Jahren beteiligte sich Bögel auch als Mitverfasser an verschiedenen Lehrbüchern für den altsprachlichen Unterricht: Die Lehrwerke Schola Graeca und Schola Latina, erstmals 1927 erschienen, blieben bis nach dem Zweiten Weltkrieg in Gebrauch. Ein weiteres Lateinbuch (für Gymnasien und Realgymnasien), das 1927 erschien, enthielt einen Anhang zur lateinischen Stilistik von Bögel.
Bögels Schulpraxis und seine lexikografische Arbeit vereinigten sich bei seiner Mitarbeit an einem gebräuchlichen lateinischen Schulwörterbuch, dem „Heinichen“ (Friedrich Adolf Heinichens Lateinisch-deutsches Schulwörterbuch). Bögel übernahm mit anderen Gymnasiallehrern die Bearbeitung der 10. Auflage (1932) und gab später die noch lange gebräuchliche, gekürzte Ausgabe heraus, den „Taschen-Heinichen“, dessen erste Auflage er 1932 zusammen mit Hans Bauer und anderen herausbrachte. Bei der vierten Auflage (1942) waren Bauer und er die einzigen Bearbeiter; die 5. und 6. Auflage (1965, 1971) bearbeitete Bögel allein.
Neben diesen Aufgaben verfolgte Bögel weitere Projekte, die durch seine Flucht aus Breslau verloren gingen, darunter zum Beispiel ein Beitrag zur Passio SS. Perpetuae, einer Heiligenvita des 3. Jahrhunderts n. Chr.

### Studien zur Lokalgeschichte und schlesischen Literatur
Dass Bögel die Versetzung in die preußische Provinz nicht als Rückschlag empfand, sondern sich seine neue Heimat zu eigen machte, zeigen seine Beiträge zur lokalen Geschichte. Er gehörte neben dem Bildungsverein Philomathia auch der Kreuzburger Gustav-Freytag-Gesellschaft an, einem Verein, der im Andenken an den in Kreuzburg geborenen und aufgewachsenen Schriftsteller die schlesische Literatur pflegte. Bögel verfasste mehrere Aufsätze über Gustav Freytag, seine Beziehungen zu Kreuzburg und die Kreuzburger Geschichte. 1929 gab er Freytags Lebenserinnerungen heraus. Mehrere historische Gebäudeinschriften in Kreuzburg und Breslau besprach er in den Mitteilungen der Schlesischen Gesellschaft für Volkskunde und anderen Zeitschriften.

### Bögel und der Thesaurus Linguae Latinae
Den Ausgangspunkt für seine wissenschaftliche Arbeit bildete Bögels Mitarbeit am Thesaurus Linguae Latinae, die bereits in seiner Göttinger Studienzeit anfing. Er erlebte diese Arbeit in mehreren Stadien, zuerst bei der Sichtung und Verzettelung des lexikographischen Materials, die in Göttingen unter der Leitung von Paul Sakolowski und später von Georg Dittmann stattfand. Zusammen mit Dittmann arbeitete Bögel von 1901 bis 1903 in München als Assistent. Anhand des Zettelarchivs wurden nun die Stichwörter (Lemmata) in alphabetischer Reihenfolge abgearbeitet, das heißt in der Reihenfolge ihres belegten Vorkommens bei den lateinischen Schriftstellern unter Berücksichtigung der jeweiligen Semantik und Valenz beschrieben. In den Jahren 1901 bis 1903 bearbeitete Bögel unter anderem die Stichwörter adrogantia, aequalitas, athleta und auctor; in den Jahren 1909–1912 damnatus, desideo, dignus und dilectus.
Nach seiner Assistentenzeit blieb Bögel dem Thesaurus als Materialsammler verbunden. Bis 1944 exzerpierte er relevante Sekundärliteratur für die Thesaurus-Arbeit und sah Rufins lateinische Übersetzung von Origenes’ Schrift gegen die Häretiker (Adamantii Origenis adversus haereticos) durch, um grammatisch auffällige Einzelheiten für die Thesaurus-Artikel zu sammeln.
Ein schätzenswerter und wichtiger Beitrag Bögels zum Thesaurus waren seine Beiträge zu einer Historia Thesauri Linguae Latinae. Als Mitarbeiter der ersten Stunde und einer der letzten Zeugen der Entstehung des Thesaurus schrieb Bögel diese „Beiträge“ zwischen 1957 und 1960 in Halle nieder. Er besprach neben den Anfangszeiten des Thesaurus besonders detailliert die Verhältnisse der Göttinger Redaktion von 1894 bis 1899 und die des Münchner Thesaurus-Büros von 1901 bis 1903 und von 1909 bis 1912. Dabei stützte er sich vor allem auf seine eigenen Erinnerungen, holte aber auch Auskünfte von anderen ein. Sein Manuskript wurde 1996, anlässlich des 100-jährigen Jubiläums des Thesaurus Linguae Latinae, zusammen mit anderen Beiträgen von Dietfried Krömer und Manfred Flieger herausgegeben.

## Schriften (Auswahl)
- De nomine verbali Latino quaestiones grammaticae. Leipzig 1902 (Jahrbücher für klassische Philologie. Supplement 28; = Dissertation)
- Inhalt und Zerlegung des zweiten Buches von Ciceros de legibus. Kreuzburg 1907 (Schulprogramm) urn:nbn:de:hbz:061:1-272658
- Dietfried Krömer, Manfred Flieger (Hrsg.): Thesaurus-Geschichten. Beiträge zu einer Historia Thesauri linguae Latinae von Theodor Bögel (1876–1973). Leipzig 1996. ISBN 3-8154-7101-X (mit Biografie, Bildnis und Schriftenverzeichnis)